# Meilhan (Gers)
Meilhan è un comune francese di 90 abitanti situato nel dipartimento del Gers nella regione dell'Occitania.

## Società

### Evoluzione demografica
Abitanti censiti